# Tricia Helfer
Tricia Janine Helfer (* 11. dubna 1974, Donalda, Alberta, Kanada) je kanadská herečka a bývalá modelka. Její nejznámější role je Číslo šest v seriálu Battlestar Galactica.

## Mládí
Narodila se na venkově v Donaldě v okrese Stetler. Vyrůstala na obilné farmě svých rodičů Dennise a Elaine Helferových se svými sestrami Trinou, Tammy and Tarou.
Když jí bylo 17 let, objevil ji agent modelingové agentury. Tricia Helfer má německé, anglické, švédské a norské předky.

## Kariéra

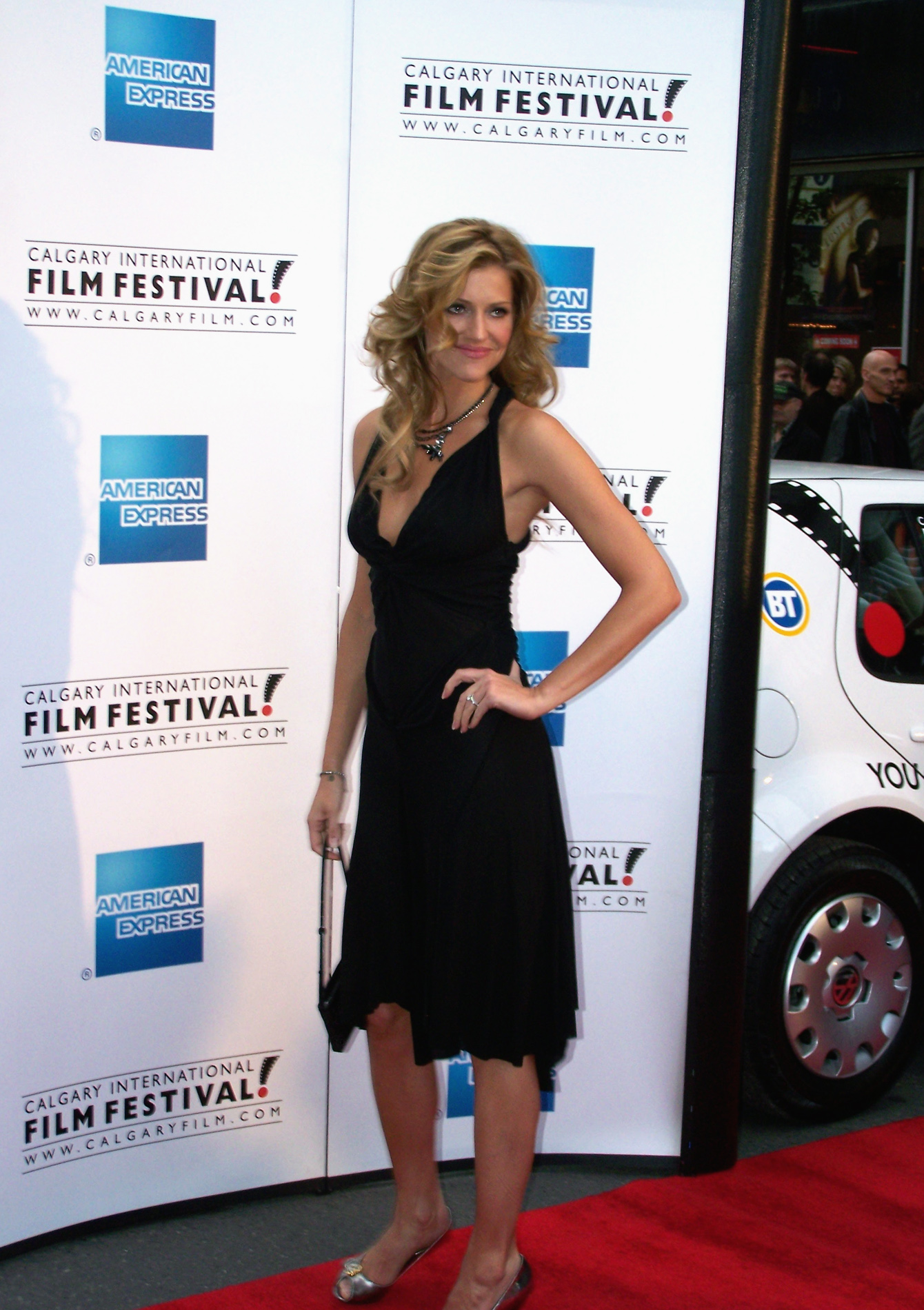
Tricia Helfer na Calgary International Film Festival, 2007

### Modeling
V roce 1992 vyhrála soutěž Ford Models' Supermodel of the World. Od modelingu odešla v roce 2002 a uvedla, že odteď se všechny její snímky smí zveřejnit pouze s jejím souhlasem. Objevila se v kampaních, včetně Ralph Lauren, Chanel a Giorgio Armani. Helfer předváděla na nejlepších módních přehlídkách jako Carolina Herrera, Christian Dior, Claude Montana, Givenchy, John Galliano a Dolce & Gabbana. Fotila pro obálky Flare, Amica, ELLE, Cosmopolitan, Marie Claire a Vogue. Také se objevila na snímcích pro magazín Maxim a byla hodnocena jako 57. sexy žena pro rok 2007. Také pózovala bez podprsenky (ale ne úplně nahá) pro únorové vydání 2007 časopisu Playboy.

### Herectví
Zatímco pracovala v New Yorku, uváděla módní program Ooh La La. V roce 2002 přesídlila do Los Angeles, aby se mohla plně věnovat své herecké kariéře. Její první herecké angažmá byla role Sarah v televizním seriálu Jeremiah. Potom hrála modelku Ashleigh James v epizodě "The Hunger Artist" seriálu CSI: Crime Scene Investigation. V roce 2002 hrála velitelku Evu v nezávislém filmu White Rush. Následujícího roku byla vybrána pro roli Caprica Six v seriálu Battlestar Galactica (viz níže).
Počátkem roku 2003 jí byla nabídnuta role Farrah Fawcett ve filmu NBC Behind the Camera: The Unauthorized Story of 'Charlie's Angels'. Začala režírovat a uvádět reality show Canada's Next Top Model (31. května 2006). V roce 2006 se Helfer objevila ve filmech Spiral a The Green Chain.
V říjnu roku 2006 bylo oznámeno, že se nevrátí, aby uváděla druhou řadu Canada's Next Top Model, protože se musí soustředit na svou práci v Battlestar Galactica. Hrála také hlavní roli v Command & Conquer 3: Tiberium Wars se svou spoluúčinkující z Battlestar Galactica Grace Park.

#### Battlestar Galactica
V roce 2003 byl původní televizní seriál Battlestar Galactica použit jako základ pro novou tříhodinovou minisérii na americké kabelové televizní stanici Sci-Fi Channel. Napsal ji Ronald D. Moore a režíroval Michael Rymer. Helfer hrála postavu Číslo šest, Cylona (robota lidského vzhledu). S rolí pokračovala v následujícím seriálu Battlestar Galactica, který uvedl svou čtvrtou a poslední sérii v roce 2008, a v navazujících televizních filmech Břitva (Razor) (2007) a Plán (The Plan) (2009).

## Osobní život
Od roku 2003 je vdaná za právníka Johnathana Marshalla, se kterým se poznala na narozeninové oslavě jejich společného přítele. Má čtyři umělé ploténky v zádech a dvě v krku po nehodě, kdy ji na hlavu v letadle spadlo zavazadlo. Další dvě ploténky má v dolní části zad jako následek vlastních kaskadérských počinů. Společně s Katee Sackhoff založily charitativní webovou stránku "Acting Outlaws" pro účely sponzorování v různých případech a při různých charitativních akcích. Také se sama angažuje v různých charitativních akcích od ochrany zvířat po ochranu životního prostřední v Mexickém zálivu.

## Filmografie
- Eventual Wife (2000)
- Jeremiah (2002)
- "The Hunger Artist" (CSI episode) (2003)
- White Rush (2003)
- Battlestar Galactica (2003) minisérie
- Behind the Camera: The Unauthorized Story of Charlie's Angels (2004)
- Battlestar Galactica (2004–2009) televizní seriál (4 sezóny)
- Mem-o-re (2005)
- The Genius Club (2006)
- Canada's Next Top Model, Cycle 1 (2006) televizní seriál
- The Green Chain (2007)
- "Roadkill" (Supernatural episode) (2007) televizní seriál
- Spiral (2007)
- Command and Conquer 3 (2007)
- Walk All Over Me (2007)
- The Spectacular Spider-Man (2008)
- Lucifer